# Карродано
Карродано (італ. Carrodano, ліг. Careuda) — муніципалітет в Італії, у регіоні Лігурія, провінція Спеція.
Карродано розташоване на відстані близько 350 км на північний захід від Рима, 65 км на схід від Генуї, 21 км на північний захід від Спеції.
Населення — 509 осіб (2014).

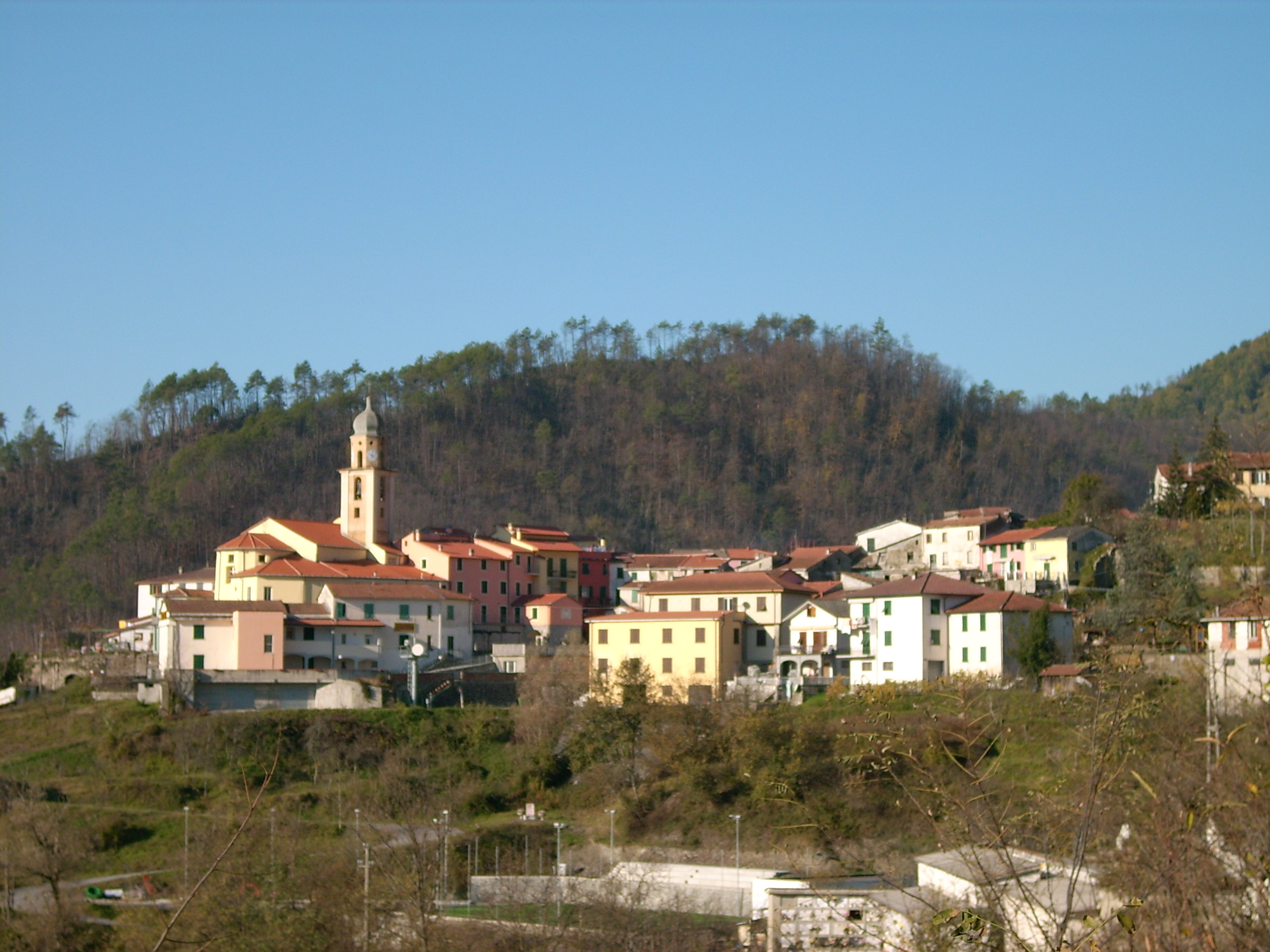

Щорічний фестиваль відбувається першої неділі серпня. Покровитель — Santa Felicita.

## Демографія
Населення за роками:

Станом на 1 січня 2023 року в муніципалітеті офіційно проживало 16 іноземців з 7 країн, серед них 14 громадян країн Євросоюзу.

## Сусідні муніципалітети
- Боргетто-ді-Вара
- Карро
- Деїва-Марина
- Фрамура
- Леванто
- Сеста-Годано